# Wai Tulangbawang
Wai Tulangbawang (indonesiska: Sungai Tulangbawang) är ett vattendrag i Indonesien.   Det ligger i provinsen Lampung, i den västra delen av landet, 230 km nordväst om huvudstaden Jakarta.